# ストロミュール
ストロミュール (Stromule, stroma-filled tubules) は植物細胞で見られる微視的な動的構造で、葉緑体・白色体・有色体などの全ての色素体の表面から伸びる。色素体からの突出または色素体間の相互連結は、1888年にGottlieb Haberlandt、1908年にGustav Sennによって観察されており、それ以降も散発的に文献に記載されている。1997年に再発見されて以降、シロイヌナズナ、コムギ、コメ、トマトを含む多くの被子植物で報告があるが、その機能はまだ完全に理解されていない。
ストロミュールはアクチン繊維と密接に関連し、非常に動的に変形する。アクチン繊維はストロミュールの先端に固定され、これを引っ張ることで特定の方向へ色素体を誘導したり、ヒンジ状に結合して色素体を特定の場所に固定したりする。アクチン繊維との相互作用によって、ストロミュールの形も変化する。これらの動きはミオシンXIタンパク質によるものと考えられている。
他の細胞小器官もストロミュールと関連しており、ミトコンドリアではストロミュール上を滑るような動きが観察されている。これは、植物が光呼吸等を行う際に、色素体とミトコンドリアが空間的に近くにある必要があることに関連していると考えられる。
ストロミュールの直径は通常 0.35–0.85 μmである。長さはさまざまで、短い突起状のものから、最大 220 μmに達する直鎖型または分枝型構造のものまである。色素体の内膜と外膜に包まれており、連結された色素体間でRuBisCO (約560kDa) 程度までの大きさの分子を移動させることが可能である。全ての種類の細胞で発生するが、その形態や、ストロミュールを形成する色素体の割合は、組織の種類や発生段階によって異なる。一般的に、小さな色素体は短いストロミュールを作る傾向にある。だが、葉肉の葉緑体は最も大きい色素体であるものの、形成するストロミュールは比較的短く、他の要因がその形成を制御していることを示唆している。一般的に、葉緑体以外の色素体や、より小さな色素体を含む細胞にはより多くのストロミュールが存在する。ストロミュールの主な役割はまだ不明だが、色素体の表面積を増加させ、細胞質との物質交換を促進している可能性がある。穀物の胚乳に形成されるデンプン顆粒と色素体間での巨大分子の輸送など、特定の組織や細胞に限定された役割も存在する可能性がある。